# Municipio de Lisbon (Carolina del Norte)
El municipio de Lisbon (en inglés: Lisbon Township) es un municipio ubicado en el  condado de Sampson en el estado estadounidense de Carolina del Norte. En el año 2010 tenía una población de 1.964 habitantes.

## Geografía
El municipio de Lisbon se encuentra ubicado en las coordenadas 34°50′6.61″N 78°19′2″O / 34.8351694, -78.31722.